# Saint-Nazaire (Pirenéus Orientais)
Saint-Nazaire (em catalão:  Sant Nazari de Rosselló) é uma comuna francesa na região administrativa da Occitânia, no departamento dos Pirenéus Orientais. Estende-se por uma área de 10.33 km², e possui 2.716 habitantes, segundo o censo de 2018, com uma densidade de 260 hab/km².